# Robert Lee Moore
Robert Lee Moore (ur. 14 listopada 1882 w Dallas, zm. 4 października 1974 w Austin) – amerykański matematyk. Zajmował się głównie topologią ogólną. Opracował metodę nauczania matematyki na poziomie akademickim – tzw. metodę Moore’a. Członek Amerykańskiego Towarzystwa Matematycznego, któremu przewodniczył w latach 1937–1938. Głosił jawnie poglądy rasistowskie.

## Dorobek naukowy
Autor 67 publikacji naukowych i jednej monografii Foundations of Point Set Theory, 1932. Od jego nazwiska pochodzą nazwy pojęć takich jak płaszczyzna Moore’a (zwana inaczej płaszczyzną Niemyckiego) czy przestrzeń Moore’a.